# کوچ‌بی‌لی (چای)
کوچ‌بی‌لی (به ترکی استانبولی: Koçbeyli) یک منطقهٔ مسکونی در ترکیه است که در چای (شهر) واقع شده‌است.